# Stefan Ignacy Czacki
Stefan Ignacy Czacki herbu Świnka (zm. przed 1753 rokiem) – łowczy wołyński w latach 1713–1751, rotmistrz królewski w 1715 roku.
Był posłem na sejm 1729 roku z województwa czernihowskiego. Jako poseł na sejm elekcyjny 1733 roku i deputat województwa czernihowskiego podpisał pacta conventa Stanisława Leszczyńskiego.